# 토탈 드라마 아일랜드
《토탈 드라마 아일랜드》(Total Drama Island)는 캐나다의 TV 애니메이션 《토탈 드라마》의 첫 번째 시즌으로, 2007년부터 2008년까지 방영됐다.

## 등장인물

### 진행자
- 크리스 맥클레인 (성우: 크리스티안 포텐자)
- 셰프 해칫 (성우: 클리 베넷)

### 참가자
- 디제이 (성우: 클리 베넷)
- 그웬
- 트렌트
- 헤더
- 덩컨
- 레쇼나
- 오왼
- 제프
- 브리짓
- 린지
- 베스
- 타일러
- 헤롤드
- 코트니
- 노아
- 코디
- 저스틴
- 이지
- 이바
- 이지키얼
- 케이티&새이디

## 같이 보기
- 모큐멘터리